# Tenga (compañía)
Tenga (en japonés: テンガ) es una marca japonesa destinada a la masturbación masculina de la compañía del nombre homónimo. Bajo esta marca se venden diferentes tipos de masturbadores, lubricantes personales y otros productos relacionados. Los aparatos de la compañía se han destacado por su estética de diseño inesperada para un juguete sexual y han recibido múltiples premios de diseño industrial.

## Origen
Tenga Inc. (有限会社 典雅, Yūgen Gaisha Tenga), se estableció el 25 de marzo de 2005. La empresa con sede en Tokio está dirigida por Koichi Matsumoto, un antiguo mecánico de automóviles. La primera línea de productos (Tenga Cup) se lanzó el 7 de julio de ese año. Tras la implementación de la Ley de Sociedades en 2006, la empresa cambió su tipo a Kabushiki gaisha y continúa operando como Tenga Co., Ltd. (株式会社 典雅, Kabushiki Gaisha Tenga).
El nombre Tenga es un sustantivo adjetivo del japonés clásico que significa «justamente arreglado y elegante»,  típicamente usado para alabar la belleza de un kimono o buyō (danza japonesa). Este nombre fue elegido para contrarrestar la imagen pública de los productos para adultos y con el objetivo de crear productos de alta calidad con nuevas ideas.

## Diseños y funcionalidad
Contrario a la creencia popular, Tenga no diseña sus productos como imitación de la vagina. Las imágenes eróticas se evitan deliberadamente en el diseño y la publicidad del producto. Los productos y su empaque están diseñados por un estilista de bienes de consumo contratado por Matsumoto. Por lo general, presentan colores sólidos de rojo, blanco, negro o gris, y han sido descritos como el «Apple de la industria de los juguetes sexuales». Uno de sus productos, el "Rolling Head Cup", ejemplifica la desconexión de la función estimulante de la apariencia o simulación de la actividad sexual ordinaria. 
Debido a su funcionalidad, el producto «Tenga Cup» es el producto más recomendado entre 30 tipos de copas masturbadoras. Las copas de Tenga están equipadas con una válvula para controlar la presión interna de la unidad cuando se insertan. Se puede crear una atmósfera similar al vacío, que crea succión en el pene. Los interiores de Cups, Eggs y Flips están fabricados con elastómero.

## Productos

### Tenga Cup
El exclusivo juguete de masturbación desechable de un solo uso con función de succión al vacío, en forma de taza. Viene en varias variedades diferentes con diferentes texturas y niveles de firmeza.

### Tenga Flip Hole
Una funda y estuche de masturbación reutilizables, que incluye una funcionalidad de vacío similar a las copas desechables. Viene en cuatro colores diferentes; blanco, negro, rojo y plateado. Cada color ofrece una sensación diferente con un forro interior de la manga diferente. El orificio abatible utiliza un diseño de concha con la intención de que sea fácil de usar y limpiar, incluida la capacidad de secarse al aire después de su uso. El Flip Hole se puede usar hasta 50 veces. Tenga también lanzó una nueva versión llamado Flip Air, sin embargo, se suspendió en a principios de 2012. Luego introdujeron otro sucesor llamado Flip 0 (Zero), que usa texturas internas más complejas y un mecanismo de bisagra diferente para apertura. La línea Flip 0 incluye el Flip 0 EV, que incluye un par de"núcleos vibratorios" incrustados en el elastómero para mayor estimulación.

### Tenga 3D
La gama 3D se sitúa entre Tenga Cup y Tenga Flip Hole, tanto en producto como en precio. Es una funda reutilizable disponible en cinco texturas/sensaciones diferentes. La funda se puede dar la vuelta después de su uso para facilitar la limpieza y el secado. Similar al Flip Hole, el 3D se puede usar 50 veces antes de desecharlo.

### Tenga Egg
Tenga Egg es un masturbador elástico en forma de huevo. Hay dieciocho texturas diferentes y dichos huevos están diseñados para adaptarse a todos los tamaños de pene debido a su elasticidad.

### Tenga Spinner
El Tenga Spinner es una manga de masturbación con un resorte de plástico enrollado incrustado en el elastómero, que genera movimientos de torsión durante el uso.

### Tenga Air-Tech
Una línea de productos sexuales con un diseño basado en gran medida en la línea original de vasos desechables, pero que es reutilizable debido a que su funda interna de elastómero es más gruesa y duradera, y su cubierta exterior permite su desmontaje para la limpieza. Su capacidad de succión al vacío también se anuncia como más fuerte que las copas originales.

### VI-BO
El primer intento de Tenga en un vibrador que se utiliza en parejas, el VI-BO es un orbe vibrador que cabe en 5 "cubiertas" diferentes. Cada cubierta presenta un color y una forma diferentes que permiten el uso del orbe de varias maneras.

### Iroha
El 3 de marzo de 2012, Tenga lanzó una nueva marca llamada Iroha (del japonés イ ロ ハ), que presenta una línea de tres vibradores diseñados para mujeres. Los productos fueron respaldados por el ex-AV idol Yuka Minena. A principios de 2020, Iroha había ampliado su línea de productos original a nueve diferentes, todos los cuales son vibradores para mujeres de algún tipo.

## Uso clínico
Al menos dos grupos independientes en Japón han puesto los productos Tenga en uso clínico. Kobori et al. en la Universidad Médica de Dokkyo han aplicado Tenga para estudios de disfunción eyaculatoria e Imai et al. en el Hospital General Seirei Hamamatsu han usado Tenga en un número de pacientes que sufren de eyaculación retardada o disfunción post-prostatectomía.
En un artículo de Kobori et al., dieron las siguientes razones por las que eligieron Tenga para sus propósitos:
- Son de uso generalizado y se pueden comprar en tiendas de variedades generales o librerías.
- Permiten mantener una presión de agarre constante.
- La línea ofrece tres niveles estándar diferentes de estimulación (duro, estándar, suave), lo que permite el soporte para varios casos.
- No tienen imitaciones que se asemejen a la vagina humana, y sus diseños son aptos para uso médico.
- El fabricante y el distribuidor son bien conocidos.
- Son higiénicos.